# (15241) 1989 ST3
A (15241) 1989 ST3 a Naprendszer kisbolygóövében található aszteroida. Eric Walter Elst fedezte fel 1989. szeptember 26-án.